# Ictiobus labiosus
Ictiobus labiosus — вид риб родини чукучанових (Catostomidae). Прісноводна тропічна демерсальна риба, поширена виключно у Мексиці.